# Světový pohár v orientačním běhu 2004
Světový pohár v orientačním běhu 2004 (Orienteering World Cup 2004) byl 10. ročníkem této soutěže. Skládal se z 9 individuálních závodů, které se konaly v Dánsku, Švédsku a Německu. Součástí Světového poháru bylo i Mistrovství světa v orientačním běhu 2004 ve Västerås ve Švédsku a Mistrovství Evropy v orientačním běhu 2004 v Roskilde v Dánsku.  
V mužské kategorii zvítězil Holger Hott z Norska, který získal 229 bodů.  
V ženské kategorii dominovala Simone Niggli-Luder ze Švýcarska, která získala 286 bodů.
---

## Individuální závody Světového poháru 2004
| č. | Datum             | Trať         | Místo             | Vítěz muži            | Vítěz ženy            |
| -- | ----------------- | ------------ | ----------------- | --------------------- | --------------------- |
| 1  | 13. červenec 2004 | Middle (EOC) | Roskilde, Dánsko  | Thierry Gueorgiou     | Hanne Staff           |
| 2  | 14. červenec 2004 | Sprint (EOC) | Roskilde, Dánsko  | Emil Wingstedt        | Simone Niggli-Luder   |
| 3  | 16. červenec 2004 | Long (EOC)   | Roskilde, Dánsko  | Kalle Dalin           | Simone Niggli-Luder   |
| 4  | 15. září 2004     | Sprint (WOC) | Västerås, Švédsko | Niclas Jonasson       | Simone Niggli-Luder   |
| 5  | 16. září 2004     | Long (WOC)   | Västerås, Švédsko | Bjørnar Valstad       | Karolina A. Højsgaard |
| 6  | 18. září 2004     | Middle (WOC) | Västerås, Švédsko | Thierry Gueorgiou     | Hanne Staff           |
| 7  | 19. říjen 2004    | Sprint       | Drážďany, Německo | Øystein Kvaal Østerbø | Simone Niggli-Luder   |
| 8  | 21. říjen 2004    | Middle       | Drážďany, Německo | Mats Troeng           | Emma Claesson         |
| 9  | 23. říjen 2004    | Long         | Drážďany, Německo | Holger Hott           | Simone Niggli-Luder   |

---

## Celkové pořadí

### Muži
| Pořadí | Závodník              | Země   | Body |
| ------ | --------------------- | ------ | ---- |
| 1.     | Holger Hott           | Norsko | 229  |
| 2.     | Andrey Khramov        | Rusko  | 207  |
| 3.     | Øystein Kvaal Østerbø | Norsko | 207  |

### Ženy
| Pořadí | Závodnice             | Země      | Body |
| ------ | --------------------- | --------- | ---- |
| 1.     | Simone Niggli-Luder   | Švýcarsko | 286  |
| 2.     | Tatyana Riabkina      | Rusko     | 251  |
| 3.     | Karolina A. Højsgaard | Švédsko   | 232  |

---